# Iphinoe sanguinea
Iphinoe sanguinea är en kräftdjursart som beskrevs av Kemp 1916. Iphinoe sanguinea ingår i släktet Iphinoe och familjen Bodotriidae. Inga underarter finns listade i Catalogue of Life.